# Хоппер, Пол
Пол Дж. Хоппер (англ. Paul J. Hopper) — американский лингвист. Родился в Великобритании.
В 1973 году он предложил глоттальную теорию, связанную с реконструкцией фонетики согласных праиндоевропейского языка. Параллельно работы по этой теме выпустили Тамаз Гамкрелидзе и Вячеслав Иванов.
Позднее также получил известность как автор теории «эмерджентной грамматики» (Hopper, 1987), внёс значительный вклад в теорию грамматикализации, автор ряда других работ, посвящённых взаимодействию между грамматикой и практическим использованием языка.
В настоящее время работает в Карнеги-Меллон-Университете в должности профессора-эмерита.

## Некоторые публикации
- (1973) Glottalized and murmured occlusives in Indo-European. Glotta 7: 141—166.
- (1987) Emergent grammar. Berkeley Linguistics Society 13: 139—157.
- (1993) (with Elizabeth Closs Traugott) Grammaticalization. Cambridge: Cambridge University Press.